# Sun Link
Le tramway de Tucson est la ligne de tramways touristiques de la ville de Tucson, aux États-Unis. Il a ouvert le 13 avril 1993, et est suspendu depuis le 8 octobre 2011. La construction d'un nouveau système débute en avril 2012, et ouvre le 25 juillet 2014.